# Vaucluse
La Vaucluse /voˈklyz/ (in occitano Vauclusa, in italiano obsoleto Valchiusa) è un dipartimento francese della regione Provenza-Alpi-Costa Azzurra (Provence-Alpes-Côte d'Azur). Il territorio del dipartimento confina con i dipartimenti della Drôme a nord, delle Alpi dell'Alta Provenza a est, del Var e delle Bocche del Rodano a sud, del Gard e dell'Ardèche a ovest.
Le principali città, oltre al capoluogo Avignone, sono Apt, Carpentras, Cavaillon, L'Isle-sur-la-Sorgue, Orange, Pertuis e Bollène.

## Geografia fisica
Il dipartimento è delimitato a ovest dal Rodano e a sud dalla Durance. La vetta più alta è il Monte Ventoso (Mont Ventoux), alto 1912 m citato anche da Francesco Petrarca che oltre a scalare tale montagna soggiornò diversi anni in questa zona, nella borgata di Fonte di Valchiusa, presso la quale si ha l'imponente manifestazione di risorgiva del fiume Sorgue che ispirò al poeta i versi "Chiare, fresche et dolci acque ...": si tratta della maggiore sorgente conosciuta al mondo per portata massima con oltre 240 m³/s in piena e 20 m³/s in magra e che ha dato il nome ad una categoria di sorgenti: le sorgenti valchiusane.
La pianura del Contado Venassino, che si adagia in una zona molto fertile fra due corsi d'acqua, è il punto più popoloso del dipartimento ed è anche uno dei centri della creazione della cultura francese. A nord-est la piana è delimitata da rilievi calcarei che sono il prolungamento del massiccio alpino. I monti del Luberon, a sud, costituiscono il parco naturale regionale del Luberon (Parc Naturel Régional du Luberon).

## Storia
Avignone e il Contado Venassino furono inclusi nella Francia il 14 settembre 1791; il 28 marzo 1792 costituirono due nuovi distretti (di Avignone e di Carpentras) e il 12 agosto 1793 fu creato il dipartimento del Vaucluse, aggiungendo ai due nuovi distretti quelli di Apt e di Orange, che precedentemente appartenevano al dipartimento delle Bocche del Rodano.
Nel 1800 il distretto di Suze-la-Rousse venne staccato dal dipartimento della Valcluse per essere annesso al dipartimento della Drôme.